# Heter Meah Rabbanim
Le Heter meah rabbanim (en français : autorisation par 100 rabbins) est une procédure très rarement utilisée dans la loi juive (halakha),,,,,,,,, permttant un divorce religieux (guett), lorsque l'épouse refuse le guett ou est incapable de l'accepter, permettant au mari de se remarier.

## Le Heter
Guershom ben Yehouda de Mayence, dit Rabbenou Guershom Meor Hagola (hébreu : רבינו גרשום מאור הגולה, "notre maître Guershom, luminaire de l’exil") est un rabbin, talmudiste et décisionnaire rhénan des Xe et XIe siècles (Metz, ~960 - Mayence, 1028), est l'auteur d’une œuvre abondante, bien que quelque peu éclipsée par celle de son successeur ,Rachi, il est considéré comme le père du judaïsme ashkénaze.
Rabbenou Guershom impose un décret (herem) interdisant la polygamie et établit qu'une femme ne peut être divorcée contre sa volonté.
Cas où un Heter Meah Rabbanim peut être envisagé:
- lorsque la halakha exige d'un homme qu'il divorce de son épouse et qu'elle refuse d'accepter ce divorce (voir, adultère) ;
- lorsque l'épouse abandonne son mari et refuse d'accepter un guett ;
- lorsque l'épouse disparait et est introuvable ;
- lorsque l'épouse n'est pas mentalement capable d'accepter un guett ;
- lorsque l'épouse est dans un coma irréversible, à la suite d'une maladie ou d'un accident.

Dans les deux derniers cas, le Beth Din pose comme condition, à l'obtention du divorce, que l'ex-mari continue de subvenir aux besoins de son ex-épouse.